# Vršačke planine
Vršačke planine (rumunjski: Munţii Vârşeţ, poznate i kao Vršački breg, (rumunjski: Dealurile Vârşeţului) su brda koja se uzdižu usred Panonske nizine u jugozapadnom dijelu Banata. Pružaju se u pravcu istok-zapad, u dužini od 19 kilometara, s najvećom širinom od 8 kilometara. Površina im je 170 kvadratnih kilometara, od čega je u Srbiji 122, a u Rumunjskoj 48 kvadratnih kilometara. Gudurički vrh sa 641 metara nadmorske visine, najviša je točka ovih planina i cijele Vojvodine. Od ostalih vrhova poznati su Lisičija glava (590 metara), Đakov vrh (449m) i Vršačka kula (399m). Sjeverna padina je strma, dok se južna postepeno spušta u pobrđe, gdje se nalaze vršački vinogradi. Vršačke planine spadaju, zajedno s Fruškom gorom, u otočne planine, jer su nekada bile otoci u Panonskom moru. Čine najsjeverniji izdanak srpsko-makedonske planinske mase, iako se u starijoj literaturi može pronaći pogrešan podatak o njihovoj pripadnosti Karpatima.